# 彭泽湘
彭泽湘（1899年—1970年1月20日），湖南岳阳人，中华人民共和国政治人物。

## 生平
1918年，毕业于湖南第三联合中学，次年考入北京法政专门学校。1922年，赴苏联入莫斯科东方劳动者共产主义大学，曾任东方大学支部书记。
1924年秋回国，在武汉从事工人运动。1925年，担任豫陕区执行委员会委员。1926年，受中共北方区委派遣前往四川万县，与川军首领杨森谈判。9月任中共湖北地方执行委员会书记。11月，任国民革命军前敌总指挥部政治部主任。翌年4月，参加北伐。1930年，在中共上海沪中区委做宣传工作。次年初因不接受六届四中全会决议被开除党籍。九·一八事变后，在上海联络国民党抗日民主派从事抗日。1933年11月，参加十九路军的福建事变，任福建人民政府秘书长，失败后避往香港。1935年11月，参与将中国国民党临时行动委员会改组为中华民族解放行动委员会，当选为中央临时执行委员会委员兼组织委员会书记。次年参与策动两广事变。1937年6月，到北平开展抗日联合战线活动。不久应毛泽东邀到延安，商谈建立广泛的抗日民族统一战线诸问题。抗日战争时期，在武汉等地开展抗日救亡活动。
中华人民共和国成立后，在人民出版社做翻译、编辑工作。1970年1月20日在北京病逝终年71岁。